# 1872 en chimie
Cet article présente les faits marquants de l'année 1872 en chimie.

## Évènements
- 4 mai : le chimiste russe Alexandre Borodine fait part de sa découverte de la réaction d'aldolisation[1],[2],[3] lors d'une réunion de la Société russe de chimie, indépendamment du chimiste français Charles Adolphe Wurtz[4].

- 4 juin : Robert Chesebrough (en) brevète la vaseline (brevet américain 127,568)[5].
- Le chimiste allemand Eugen Baumann obtient du polychlorure de vinyle (PVC)[6].

## Publications
- Robert Angus Smith : Air and Rain: the Beginnings of a Chemical Climatology[7].

## Prix
- Faraday Lectureship : Stanislao Cannizzaro[8]

## Naissances
- 24 janvier[9] : Morris William Travers (mort en 1961), chimiste anglais.
- 23 février[10] : Edmond Blaise (mort en 1939), chimiste et pharmacologue français.
- 12 avril[11] : Georges Urbain (mort en 1938), chimiste français.

- 13 août[12] : Richard Willstätter (mort en 1942), chimiste allemand.
- 19 août[13] : Théophile de Donder (mort en 1957), physicien, mathématicien et chimiste belge.
- 4 octobre[14] : Ernest Fourneau (mort en 1949), chimiste et pharmacologue français.
- 8 octobre[15] : Mary Engle Pennington (morte en 1952), chimiste, bactériologiste et ingénieur en réfrigération américaine.

- 19 octobre[16] : Jacques E. Brandenberger (mort en 1954), chimiste et ingénieur textile suisse, inventeur de la Cellophane.

- 8 novembre : Martin Onslow Forster (mort en 1945), chimiste britannique.